# Кайтез, Илья
Илья Кайтез (род. 16 января 1961) в Полице (Дрвар) — сербский социолог, философ, педагог и офицер в отставке. Является бывшим руководителем кафедры общественных наук и профессором социологии в Военной академии в Белграде. В должности полковника ушел в отставку.
Помимо прочего, Кайтез является автором обширной монографии «Мудрость и меч: философы о тайнах мира и войны», которая была переведена и опубликована на английском языке и редактором международной электронной библиотеке «Философия войны и мира».

## Биография
Образование
Кайтез окончил начальную школу в Шайкашe, рядом с городом Нови-Садом. Затем он закончил Авиационную гимназию имени «Маршал Тито» в Мостаре и Военную академию авиации в Земунике (Задар). Кайтез получил степень по философии и социологии на факультете философии в Задаре, а потом на факультетe политических наук в Белграде, он получил степень магистра по политической социологии на тему «Нацизм и устаашизм — генеалогия зла» в 1997 году. Докторскую диссертацию защитил на тему «Радикализм и жертвы — случай Октябрьской революции (антропологический и политический анализ)» в 2004 году.
Профессионально-научная карьера
С 1991 года работал в Военной академии (Белград), где преподавал философию (1991—1998 годы), социологию (с 1998—2016 годы), а также возглавлял Центр иностранных языков (2005—2007 годы) и был заведующим кафедрой общественных наук (2007—2015 годы). На Факультет безопасности в Белграде преподавал Доктрину ненасилия (2008—2014).
В настоящее время он работает на факультете международной политики и безопасности в Университете «Унион — Никола Тесла» в Белграде. Преподает социологию и философию в базовых академических исследованиях, доктрины ненасилия в магистратуре и полемологию и иринологию в докторантуре.
В дополнение к монографиям он публикует философские очерки, научные дискуссии и рассказы в журналах: Јавност, Војска, Педагошка стварност, Сварог, Одбрана, Православље, Хришћанска мисао, Студеничка академија, Вечерње новости, Православни катихета, Кораци, Политика, Српска слободарска мисао, Теме, Национални интерес, Печат и др.
Кайтез был назван лучшим сотрудником журнала Војни информатор за 2003 год и лучшим преподавателем Военной академии за 2012 год. Работал в Группе реформирования Министерства обороны в 2004 году. Редактирует электронную библиотеку «Философия войны и мира» на сайте Проект Растко. Он был членом Сената Университета обороны в Белграде в двух созывах.

## Избранная библиография
Монографии
- Смисао и траг (филозофски есеји), «-{Offset Print}-», Нови Сад, 2000.(стр.324.)
- Револуционарно насиље — химна слободи или апологија зла (монографија), Универзитет/Факултет безбедности и «Службени гласник», Београд. 2009.(стр.370.) ISBN 978-86-519-0085-6.
- Мудрост и мач: филозофи о тајнама мира и рата (књига)|Мудрост и мач: филозофи о тајнама мира и рата (монографија), МЦ «Одбрана», Београд. 2012. (стр.748.) ISBN 978-86-335-0365-5.
- Човек и тајна (књига)|Човек и тајна (есеји), «Добротољубље», Београд. 2015.(стр.328.) ISBN 978-86-6453-000-2.[2]
- Wisdom and Sword,Volume I-Ancient and Medieval Philosophers on the Secrets of War and Peace, «LAP-Lambert Academic Publishing», Saarbrucken, Germany, 2016, (str.393.) ISBN 978-3-659-95488-7 (na engleski preveo MA Dragan Stanar)
- Wisdom and Sword,Volume II-Philosophers of the New Age on the Riddles of War and Peace, «LAP-Lambert Academic Publishing», Saarbrucken, Germany, 2017,(str.409.) ISBN 978-3-330-08390-5 (na engleski preveo MA Dragan Stanar)
- «Wisdom and Sword Volume III, Modern Philosophers and Russian Philosophers and Sages on the Mysteries of War and Peace»,«LAP-Lambert Academic Publishing», Saarbrucken, Germany, 2018,(str.226.) ISBN 978-3-330-02393-2, (na engleski preveo dr Dragan Stanar)
- Мисао и космос — човек у потрази за смислом живота (филозофски есеји), «Добротољубље», Београд, 2018. (стр 501.) ISBN 978-86-6453-006-4.[3]
- Социологија (уџбеник за кадете Војне академије), МЦ «Одбрана», Београд. 2019. (стр.856.) ISBN 978-86-335-0593-2.
- Смисао и траг — Човек разапет између тврде Земље и хладних Звезда (филозофски есеји), «Добротољубље», Београд. 2019.(стр.565.) ISBN 978-86-6453-015-6.
- Љубан Каран, Илија Кајтез: Јован Милановић: највећи српски обавештајац , „Филип Вишњић”, Београд. 2023.(стр.466.) ISBN 978-86-6309-286-0.